# 城みちる
城 みちる（じょう みちる、1957年〈昭和32年〉11月18日 - ）は、日本の歌手、タレントである。本名は城谷 晃太郎（じょうやこうたろう）。ミュージック・オフィス合田所属。身長は173 cm、血液型はA型。現在は広島を拠点に活躍している。デビュー時のキャッチフレーズは「夢の国からやってきたロマンチック・プリンス」であった。

## 来歴・人物
広島県安芸郡音戸町（現呉市）出身。音戸町は呉市から海を隔ててすぐの倉橋島にあり、城谷家は江戸期には、両替商として浅野藩の藩札を扱っていた。明治になってから造り酒屋と郵便局・電報局を始めて、父の代で電器店を開いた。実家は800坪の土地に、築200年を超える木造建築で、2階はすべて畳で100畳あり、6つの部屋が襖で仕切られていたという。裏山から引いた水でまかなっていることから、現在も島の中で1軒だけ、水道契約をしていないという。
武田学園呉高校（現武田高校）→明治大学付属中野高校定時制→堀越高等学校卒業→駒澤大学中退。
1972年（昭和47年）、中学3年の時に「スター誕生!」の広島県予選で本選出場に残り、翌1973年（昭和48年）「スター誕生!」第7回のチャンピオンに輝く。父が強く反対する中、芸能事務所社長長良じゅんの自宅に1年間下宿。同年『イルカにのった少年』で東芝EMIより歌手デビューした。デビュー曲の曲名を決めたのも長良で、鑑賞していた映画に出てきた『沈没船船首のイルカに乗った少年の像』より曲名が決まった。
『イルカにのった少年』は50万枚の大ヒットを記録、1974年（昭和49年）の第16回日本レコード大賞にて新人賞を獲得した。童顔で細身のルックス、歌唱力で、一躍トップアイドルに昇り詰めた。同時期にデビューしたあいざき進也や松田新太郎と共に「新新御三家」と呼ばれる。
1975年（昭和50年）の沖縄海洋博では、日本代表として「サンゴ礁の娘」を歌唱した。
10枚のシングルレコードをリリースし、20歳で引退して芸能活動を休止する。歌手活動は高校3年間だけで、その後は駒澤大学に入学するも中退している。
3年間の芸能活動のあとは大学に行って家業を継ぐという父との約束に従って1979年（昭和54年）に帰郷、1981年（昭和56年）から長期間、実家の電器店を営んでいた。
アイドル歌手としての人気絶頂時にあった伊藤咲子と歌番組で共演したことをきっかけに、彼女との恋に落ちた。当時の他のアイドルも皆恋愛はしていたが、アイドル同士というのは無かったので、大きく取り上げられたのではないかと話している。

伊藤とは1975年（昭和50年）より4年間交際し、城の引退後もしばらく付き合っていたという。
1986年（昭和61年）、長良に誘われてビートたけしと会食する。ビートたけしは「イルカにのった少年はどこに消えた？」などと、城を漫才のネタに使っていたので、一言文句でもと思ったが、ビートたけしから「来月から始まる番組（『痛快なりゆき番組 風雲!たけし城』）に出ないか」と出演依頼があり、悩んだ末にこれを受諾し、芸能界に復帰した。芸能活動再開後はタレントとしても幅を広げ、『しあわせ家族計画』や懐メロ特集など、多数のテレビ番組に出演している。
20代前半の頃に一般の女性と結婚して長男を儲けるも1年で離婚し、1991年（平成3年）に地元広島でリポーター業などを行う山本けいこ（山本敬子、城谷けいことも）と再婚し長女をもうける。後に夫婦で全国ネットのバラエティ番組に出演。
2005年（平成17年）、父が癌を患っていることが判明。これをきっかけに実家の電器店を店仕舞いする一方、城自身の歌を認めてもらうべく父に500か所の介護老人福祉施設（介護施設）訪問を約束し、翌2006年（平成18年）より全国の老人福祉施設などでの慰問公演を始めた。
「500か所の介護施設訪問」という約束は父の存命中に達成できなかったものの、2013年初めの時点で780か所を巡り、2015年（平成27年）10月8日に広島県福山市に所在する特別養護老人ホーム「むつみ苑」において開いたステージにて慰問公演1000回目を迎えることができた。
近年では、自身の持ち歌「イルカにのった少年」にちなんで水族館などにおいてイルカ関連の営業活動を展開させており、2012年（平成24年）4月3日には大阪のみさき公園において同園の“1日園長”として迎えられ、イルカたちとの「夢の競演」を開いた。このステージでは城自身が持ち歌「イルカにのった少年」を歌うのに合わせてイルカがジャンプするといった演出が繰り広げられ、観客を沸かせていた。
2017年（平成29年）11月18日、広島市内において「Thanks Party」を開いた。これは同年で還暦を迎えた城自身がファンへの感謝を込めた歌謡ショーであり、自身のアイドル時代の共演相手の大場久美子、林寛子、山本淳一そして、一時期交際もしていた伊藤咲子らが共演者として駆けつけていた。
2019年（令和元年）9月27日、オリジナルアルバム44年ぶりとなる「LOVE THE LIFE」をリリース。デビューシングル「イルカにのった少年」の令和バージョンをはじめ、本アルバムのタイトルチューンと呼べる3部作「母よ」「父へ」「娘よ」など、オリジナル楽曲から童謡やポップスなどのカバー曲を含む全16曲を収録している。
同年8月に、「第51回思い出のメロディー」に出演し、デビュー曲の「イルカにのった少年」を歌唱。
11月には、「うたコン」に出演し、中澤卓也と「イルカにのった少年」 を歌唱した。

## 出演

### CM
- ジャストホーム（2019年2月 - ）[24]

### テレビドラマ
- 刑事くん 第4部 第20話「大人への階段」（1975年3月24日、TBS系）
- 火曜ミステリー劇場「看護婦長推理カルテ・温泉病院 怪奇連続殺人事件」（1991年6月18日、テレビ朝日系） - 斉木浩 役
- 世にも奇妙な物語 第2シリーズ「驚異の降霊術」（1991年11月14日、フジテレビ系） - 漆畑太郎 役
- サルでも撮れるテレビ番組（1992年、TBS系） - 相原コージ 役
- 素敵な恋をしてみたい 第9回「ホイール・オノ・フォーチュン」（1992年3月10日、TBS系） - 主演
- カネボウヒューマンスペシャル「大地の産声が聞こえる－15才 いちご薄書－」（2000年2月8日、日本テレビ系）
- 浮気なストリッパー（2014年1月10日、RCCテレビ系） - 城田議員 役
- 約束のステージ 〜時を駆けるふたりの歌〜（2019年2月22日、読売テレビ / 日本テレビ系） - 菊池俊一（全日本歌謡選手権の審査員） 役（特別出演）

### 映画
- 劇場版 びったれ!!!（2016年、ビデオプランニング・太秦） - 駐在 役
- こいのわ 婚活クルージング（2017年、KADOKAWA） - 吉村満 役

### バラエティ
- 8時だョ!全員集合（1974年、TBS系）
- TVジョッキー（1974年、日本テレビ系）
- スターむりむりショー（1974年、日本テレビ系）
- 風雲!たけし城（1986年 - 1989年、TBS系）
- 総天然色バラエティー 北野テレビ（1989年4月 - 9月、TBS系）
- しあわせ家族計画（1998年3月18日、TBS系）
- 笑っていいとも!（2001年、フジテレビ系）
- ダウンタウンのガキの使いやあらへんで!!大晦日年越しSP・絶対に笑ってはいけない警察24時（2006年、日本テレビ系） - イルカ刑事 役
- 秘密のケンミンSHOW（2012年1月26日、ytv制作・日本テレビ系）
- 広島市広報番組 ミチル殿のこれ見て一件落着 （ - 2017年3月19日、広島テレビ） - ミチル殿 (現在.殿は全国訪問のため休止。2年後再開[25])
- 旅の音色 （2017年11月5日 - 11月26日、広島テレビ） ナビゲーター　毎週日曜 17：25 - 17：30
- 広テレ歌唱王（広島テレビ） - 審査員

### アニメ
- サンゴ礁伝説 青い海のエルフィ（1986年5月19日、フジテレビ系） - アルカス 役[26]

### 情報番組
- レディス4（2007年5月25日、テレビ東京系）
- テレビショッピング『エバーライフ 栄潤』（2016年8月10日 - ）
- ごごナマ（2018年10月15日、NHK総合テレビ）
- テレビ派 （不明 - 2025年3月25日、広島テレビ） 金曜コメンテーター→火曜コメンテーター

## ディスコグラフィ

### シングル
| #  | 発売日          | A/B面 | タイトル                     | 作詞       | 作曲             | 編曲             | レーベル | 規格品番   |
| -- | --------------- | ----- | ---------------------------- | ---------- | ---------------- | ---------------- | -------- | ---------- |
| 1  | 1973年 12月30日 | A面   | イルカにのった少年           | 杉さとみ   | 林あきら         | 高田弘           | 東芝EMI  | TP-2955    |
| 1  | 1973年 12月30日 | B面   | 真珠色の涙                   | 杉さとみ   | 林あきら         | 高田弘           | 東芝EMI  | TP-2955    |
| 2  | 1974年 4月5日   | A面   | 君はエンジェル               | 杉さとみ   | 林あきら         | 竜崎孝路         | 東芝EMI  | TP-2989    |
| 2  | 1974年 4月5日   | B面   | 角笛を吹く少年               | 杉さとみ   | 林あきら         | 竜崎孝路         | 東芝EMI  | TP-2989    |
| 3  | 1974年 6月20日  | A面   | 君がまぶしい                 | 千家和也   | 林あきら         | 赤野立夫         | 東芝EMI  | TP-20026   |
| 3  | 1974年 6月20日  | B面   | みどり色の風                 | 千家和也   | 林あきら         | 赤野立夫         | 東芝EMI  | TP-20026   |
| 4  | 1974年 8月20日  | A面   | 星空への誓い                 | 有馬三恵子 | すぎやまこういち | すぎやまこういち | 東芝EMI  | TP-20040   |
| 4  | 1974年 8月20日  | B面   | 緑の館                       | 有馬三恵子 | すぎやまこういち | すぎやまこういち | 東芝EMI  | TP-20040   |
| 5  | 1974年 11月20日 | A面   | チルチルみちる               | 川口文     | すぎやまこういち | あかのたちお     | 東芝EMI  | TP-20080   |
| 5  | 1974年 11月20日 | B面   | 情熱                         | 川口文     | すぎやまこういち | あかのたちお     | 東芝EMI  | TP-20080   |
| 6  | 1975年 3月5日   | A面   | 大人への階段                 | 川口文     | 市川昭介         | 高田弘           | 東芝EMI  | TP-20108   |
| 6  | 1975年 3月5日   | B面   | 一瞬の出来事                 | 川口文     | 市川昭介         | 高田弘           | 東芝EMI  | TP-20108   |
| 7  | 1975年 6月5日   | A面   | 真夏の太陽                   | 川口文     | 市川昭介         | 高田弘           | 東芝EMI  | TP-20138   |
| 7  | 1975年 6月5日   | B面   | 君だけを愛す                 | 川口文     | 市川昭介         | 高田弘           | 東芝EMI  | TP-20138   |
| 8  | 1975年 7月20日  | A面   | サンゴ礁の娘                 | 阿久悠     | 筒美京平         | 高田弘           | 東芝EMI  | TP-20152   |
| 8  | 1975年 7月20日  | B面   | そのときが来た               | 有馬三恵子 | 浜圭介           | 川上了           | 東芝EMI  | TP-20152   |
| 9  | 1975年 10月5日  | A面   | 風のない日                   | 阿久悠     | 加藤和彦         | 青木望           | 東芝EMI  | TP-20183   |
| 9  | 1975年 10月5日  | B面   | ギターを弾くのはもうやめよう | 阿久悠     | 加藤和彦         | 青木望           | 東芝EMI  | TP-20183   |
| 10 | 1976年 4月20日  | A面   | あの娘年下何年生             | 千家和也   | 平尾昌晃         | 高田弘           | 東芝EMI  | TP-20261   |
| 10 | 1976年 4月20日  | B面   | 泣いちゃおか 泣いちゃおか    | 千家和也   | 平尾昌晃         | 高田弘           | 東芝EMI  | TP-20261   |
| 11 | 1993年 4月21日  | 01    | ファーストサムライ           | 津田義彦   | サムライ・ケムコ | 伊戸のりお       | ビクター | VIDL-10340 |
| 11 | 1993年 4月21日  | 02    | SAMURAI, Get Back!           | 藤本つばさ | サムライ・ケムコ | 伊戸のりお       | ビクター | VIDL-10340 |

### デュエット曲
- 「春風の二人」（2018年4月25日、伊藤咲子&城みちる）
  - 作詞：円香乃、作曲：合田道人、編曲：寺西誠
  - ※配信限定シングルとしてリリース[27]。また、伊藤咲子のデビュー45周年記念アルバム「恋する名曲娘」にボーナス・トラックとして本楽曲が収録されている[28]。

### アルバム

#### ベスト・アルバム
- BIG ARTIST BEST COLLECTION 城みちる（1994年12月7日、東芝EMI - TOCT-8641）
- 城みちる ゴールデン☆ベスト（2002年6月19日、東芝EMI - TOCT-10858）

## エピソード

### 自身のこと
- 堀越高校に在籍していた当時の城の学業成績は悪かったといわれている[29]。
- 父との約束のため、実家に戻ってからの城は、通信会社を経営する実業家の一面も見せている[20]。
- 城自身のアイドル時代の映像を娘の城谷るり（後記参照）に見せたところ「パパ、きもちワル～イ」と言われたが、一方でテレビアニメ『ちびまる子ちゃん』に城自身がキャラクターとして登場する場面[注 8]を見せると「パパ、すごいじゃん!」と尊敬されたという。なお、自身の歌「イルカにのった少年」をアレンジして歌うよう娘・るりに頼んだこともあるが、この際には娘は拒否している[5][13]。
- プロ野球は広島東洋カープのファンである。

### 娘・るりのこと
城の娘は、広島市の専用劇場を拠点に活動するアイドルグループひろしまMAPLE★Sの元メンバーで、ネットアイドルの城谷るり。2016年（平成28年）4月20日に呉市文化ホールで行われた公演のステージで父娘初共演を果たしている。
その娘・るりについて、2017年（平成29年）6月3日に日本テレビ系列で放送された『有吉反省会』において取り上げられた「雑二世軍団 一斉パトロール」VTRの中で、反省人の一人として登場したるりがリビングで横になりながら父である城をこき使って片付けさせている姿が映し出されていた。このVTRではるりを含めて3名の”雑二世軍団”タレントが反省人として登場しており、彼らの生活ぶりに反省見届け人の一人として出演していたバカリズムは、その中に放蕩さを感じ取り、「涙が出てきそうになった」と唖然とした表情を見せた。なお前出”雑二世軍団”タレント3名は番組の中で、禊ぎとして「城みちるさんに謝罪をして1日付き人」することを課された。

## イメージキャラクター
- ジャストホーム[37]